# ゴヤ賞
ゴヤ賞（Premios Goya）は、スペインの映画賞である。スペイン映画芸術科学アカデミー(AACCE)によって1987年に設立され、毎年1月に開催される。ゴヤ賞の名称はスペインの画家フランシスコ・デ・ゴヤに由来する。しばしばスペイン版アカデミー賞と呼ばれる。

## ゴヤ賞の部門
- 作品賞 (Mejor película)
- 監督賞 (Mejor director)
- 主演男優賞 (Mejor interpretación masculina protagonista)
- 主演女優賞 (Mejor interpretación femenina protagonista)
- オリジナル脚本賞 (Mejor guión original)
- 脚色賞 (Mejor guión adaptado)
- 新人監督賞 (Mejor director novel)
- 助演男優賞 (Mejor interpretación masculina de reparto)
- 助演女優賞 (Mejor interpretación femenina de reparto)
- 新人男優賞 (Mejor actor revelación)
- 新人女優賞 (Mejor actriz revelación)
- 製作監督賞 (Mejor dirección de producción)
- 撮影賞 (Mejor fotografía)
- 編集賞 (Mejor montaje)
- オリジナル作曲賞 (Mejor música original)
- オリジナル歌曲賞 (Mejor canción original)
- 美術賞 (Mejor dirección artística)
- 衣装デザイン賞 (Mejor diseño de vestuario)
- メイクアップ＆ヘアスタイル賞 (Mejor maquillaje y peluquería)
- 音響賞 (Mejor sonido)
- 特殊効果賞 (Mejores efectos especiales)
- 長編アニメーション賞 (Mejor película de animación)
- 短編アニメーション賞 (Mejor cortometraje de animación)
- 長編ドキュメンタリー賞 (Mejor película documental)
- 短編ドキュメンタリー賞 (Mejor cortometraje documental)
- 短編映画賞 (Mejor cortometraje de ficción)
- ヨーロッパ映画賞 (Mejor película europea)
- スペイン語外国映画賞 (Mejor película extranjera de habla hispana)
- ゴヤ賞功労賞 (Goya de Honor)

## 受賞作品（主要部門）

### 第1回（1987年）
- 作品賞　El viaje a ninguna parte　監督：フェルナンド・フェルナン・ゴメス
- 監督賞　フェルナンド・フェルナン・ゴメス ：El viaje a ninguna parte
- 脚本賞　フェルナンド・フェルナン・ゴメス ：El viaje a ninguna parte
- 主演男優賞　フェルナンド・フェルナン・ゴメス ：Mambrú se fue a la guerra
- 主演女優賞　アンパロ・リベレス ：Hay que deshacer la casa
- 助演男優賞　ミゲル・レリャン ：Tata mía
- 助演女優賞　ベロニカ・フォルケ ：El año de las luces

### 第2回（1988年）
- 作品賞　にぎやかな森　監督：ホセ・ルイス・クエルダ
- 監督賞　ホセ・ルイス・ガルシア ：Asignatura aprobada
- 脚本賞　ラファエル・アスコナ ：にぎやかな森
- 主演男優賞　アルフレード・ランダ ：にぎやかな森
- 主演女優賞　ベロニカ・フォルケ ：La vida alegre
- 助演男優賞　ファン・エチャノベ ：Divinas palabras
- 助演女優賞　ベロニカ・フォルケ ：Moros y cristianos

### 第3回（1989年）
- 作品賞　神経衰弱ぎりぎりの女たち　監督：ペドロ・アルモドバル
- 監督賞　ゴンサロ・スアレス ：Ramando al viento
- 脚本賞　ペドロ・アルモドバル ：神経衰弱ぎりぎりの女たち
- 主演男優賞　フェルナンド・レイ ：Diario de Invierno
- 主演女優賞　カルメン・マウラ ：神経衰弱ぎりぎりの女たち
- 助演男優賞　José Sazatornil, Saza ：Espérame en el cielo
- 助演女優賞　マリア・バランコ ：神経衰弱ぎりぎりの女たち

### 第4回（1990年）
- 作品賞　禁断のつぼみ　監督：フェルナンド・トルエバ
- 監督賞　フェルナンド・トルエバ ：禁断のつぼみ
- 脚本賞　アグスティン・ビリャロンガ ：月の子ども
- 主演男優賞　ホルヘ・サンス ：ボルテージ
- 主演女優賞　ラファエラ・アパリシオ ：El mar y el tiempo
- 助演男優賞　アドルフォ・マルシリャッチ ：Esquilache
- 助演女優賞　マリア・アスケリノ ：El mar ya el tiempo

### 第5回（1991年）
- 作品賞　歌姫カルメーラ　監督：カルロス・サウラ
- 監督賞　カルロス・サウラ ：歌姫カルメーラ
- 脚本賞　モンチョ・アルメンダリス ：Las cartas de Alou
- 主演男優賞　アンドレス・パハーレス ：歌姫カルメーラ
- 主演女優賞　カルメン・マウラ ：歌姫カルメーラ
- 助演男優賞　ガビーノ・ディエゴ ：歌姫カルメーラ
- 助演女優賞　マリア・バランコ ：ルルの時代

### 第6回（1992年）
- 作品賞　アマンテス 愛人　監督：ビセンテ・アランダ
- 監督賞　ビセンテ・アランダ ：アマンテス 愛人
- 脚本賞　Juanma、Eduardo Bajo Ulloa ：Alas de mariposa
- 主演男優賞　フェルナンド・ギリェン ：Don Juan en los infiernos
- 主演女優賞　シルビア・ムント ：Alas de mariposa
- 助演男優賞　フアン・ディエゴ（英語版） ：El rey pasmado
- 助演女優賞　キティ・マンベル ：Todo por la pasta

### 第7回（1993年）
- 作品賞　ベルエポック　監督：フェルナンド・トルエバ
- 監督賞　フェルナンド・トルエバ ：ベルエポック
- 脚本賞　ラファエル・アスコナ、ホセ・ルイス・ガルシア・サンチェス、フェルナンド・トルエバ ：ベルエポック
- 主演男優賞　アルフレド・ランダ ：La marrana
- 主演女優賞　アリアドナ・ヒル ：ベルエポック
- 助演男優賞　フェルナンド・フェルナン・ゴメス ：ベルエポック
- 助演女優賞　チュス・ランプレアベ ：ベルエポック

### 第8回（1994年）
- 作品賞　Todos a la cárcel　監督：ルイス・ガルシア・ベルランガ
- 監督賞　ルイス・ガルシア・ベルランガ ：Todos a la cárcel
- 脚本賞　マリオ・カミュ ：Sombras en una batalla
- 主演男優賞　フアン・エチャノーベ ：Madregilda
- 主演女優賞　ベロニカ・フォルケ ：キカ
- 助演男優賞　フェルナンド・バルベルデ ：Sombras en una batalla
- 助演女優賞　ロサ・マリア・サルダ ：¿Porqué le llaman amor cuando quieren decir sexo?

### 第9回（1995年）
- 作品賞　時間切れの愛　監督：イマノル・ウリベ
- 監督賞　イマノル・ウリベ ：時間切れの愛
- 脚本賞　ホアキン・オリストレル、ヨランダ・ガルシア・セラーノ、フアン・ルイス・イボラ 、マヌエル・ゴメス・ペレイラ ：Todos los hombres sois iguales
- 主演男優賞　カルメロ・ゴメス ：時間切れの愛
- 主演女優賞　クリスティーナ・マルコス ：Todos los hombres sois iguales
- 助演男優賞　ハビエル・バルデム ：時間切れの愛
- 助演女優賞　マリア・ルイサ・ポンテ ：Canción de cuna

### 第10回（1996年）
- 作品賞　死んでしまったら私のことなんか誰も話さない　監督：アグスティン・ディアス・ヤネス
- 監督賞　アレックス・デ・ラ・イグレシア ：ビースト 獣の日
- 脚本賞　アグスティン・ディアス・ヤネス ：死んでしまったら私のことなんか誰も話さない
- 主演男優賞　ハビエル・バルデム ：電話でアモーレ
- 主演女優賞　ビクトリア・アブリル ：死んでしまったら私のことなんか誰も話さない
- 助演男優賞　ルイス・シヘス ：Así en el cielo como en la tierra
- 助演女優賞　ピラール・バルデム ：死んでしまったら私のことなんか誰も話さない

### 第11回（1997年）
- 作品賞　テシス 次に私が殺される　監督：アレハンドロ・アメナバル
- 監督賞　ピラール・ミロ ：El Perro del Hortelano
- 脚本賞　アレハンドロ・アメナバル ：テシス 次に私が殺される
- 主演男優賞　サンティアゴ・ラモス ：Como un relámpago
- 主演女優賞　エマ・スアレス ：El perro del hortelano
- 助演男優賞　ルイス・クエンカ ：La buena vida
- 助演女優賞　マリ・カリーリョ ：Más allá del jardín

### 第12回（1998年）
- 作品賞　エストレーリャ 星のまわりで　監督：リカルド・フランコ
- 監督賞　リカルド・フランコ ：エストレーリャ 星のまわりで
- 脚本賞　リカルド・フランコ、アンヘレス・ゴンサレス・シンデ ：エストレーリャ 星のまわりで
- 主演男優賞　アントニオ・レシネス ：エストレーリャ～星のまわりで
- 主演女優賞　セシリア・ロス ：Martín(Hache)
- 助演男優賞　ホセ・サンチョ ：ライブ・フレッシュ
- 助演女優賞　チャロ・ロペス ：心の秘密

### 第13回（1999年）
- 作品賞　美しき虜　監督：フェルナンド・トルエバ
- 監督賞　フェルナンド・レオン・デ・アラノア ：Barrio
- 脚本賞　フェルナンド・レオン・デ・アラノア ：Barrio
- 主演男優賞　フェルナンド・フェルナン・ゴメス ：El abuelo
- 主演女優賞　ペネロペ・クルス ：美しき虜
- 助演男優賞　トニー・レブランク ：トレンテ -ハゲ! デブ! 大酒飲みの女好き! 超・肉食系スーパーコップ
- 助演女優賞　アドリアナ・オソレス ：La hora de los valientes

### 第14回（2000年）
- 作品賞　オール・アバウト・マイ・マザー　監督：ペドロ・アルモドバル
- 監督賞　ペドロ・アルモドバル ：オール・アバウト・マイ・マザー
- 脚本賞　ベニート・サンブラノ ：ローサのぬくもり
- 主演男優賞　フランシスコ・ラバル ：ゴヤ
- 主演女優賞　セシリア・ロス ：オール・アバウト・マイ・マザー
- 助演男優賞　フアン・ディエゴ（英語版） ：París Tombuctú
- 助演女優賞　マリア・ガリアナ ：ローサのぬくもり

### 第15回（2001年）
- 作品賞　El bola 　監督：アチェロ・マニャス
- 監督賞　ホセ・ルイス・ボラウ ：Leo
- 脚本賞　アチェロ・マニャス、ベロニカ・フェルナンデス ：El bola
- 主演男優賞　フアン・ルイス・ガリアルド ：Adiós con el corazón
- 主演女優賞　カルメン・マウラ ：みんなのしあわせ
- 助演男優賞　エミリオ・グティエレス・カバ ：みんなのしあわせ
- 助演女優賞　フリア・グティエレス・カバ ：You're the one

### 第16回（2002年）
- 作品賞　アザーズ　監督：アレハンドロ・アメナバル
- 監督賞　アレハンドロ・アメナバル ：アザーズ
- 脚本賞　アレハンドロ・アメナバル ：アザーズ
- 主演男優賞　エドゥアルド・フェルナンデス ：Fausto 5.0
- 主演女優賞　ピラール・ロペス・デ・アジャラ ：女王フアナ
- 助演男優賞　エミリオ・グティエレス・カバ ：El cielo abierto
- 助演女優賞　ロサ・マリア・サルダ ：Sin verguenza

### 第17回（2003年）
- 作品賞　月曜日にひなたぼっこ　監督：フェルナンド・レオン・デ・アラノア
- 監督賞　フェルナンド・レオン・デ・アラノア ：月曜日にひなたぼっこ
- 脚本賞　エンリケ・ブラソー、アントニオ・エルナンデス ：En la ciudad sin límites
- 主演男優賞　ハビエル・バルデム ：月曜日にひなたぼっこ
- 主演女優賞　メルセデス・サンピエトロ ：Lugares comunes
- 助演男優賞　ルイス・トサール ：月曜日にひなたぼっこ
- 助演女優賞　ジェラルディン・チャップリン ：En la ciudad sin limites

### 第18回（2004年）
- 作品賞　Te Doy Mis Ojos　監督：イシアル・ボリャイン
- 監督賞　イシアル・ボリャイン ：Te doy mis ojos
- 脚本賞　イシアル・ボリャイン、アリシア・ルナ ：Te doy mis ojos
- 主演男優賞　ルイス・トサール ：Te doy mis ojos
- 主演女優賞　ライラ・マルイ ：Te doy mis ojos
- 助演男優賞　エドゥアルド・フェルナンデス ：En la ciudad
- 助演女優賞　フェルナンド・テヘロ ：Días de fútbol

### 第19回（2005年）
- 作品賞　海を飛ぶ夢　監督：アレハンドロ・アメナバル
- 監督賞　アレハンドロ・アメナバル ：海を飛ぶ夢
- 脚本賞　アレハンドロ・アメナバル、マテオ・ヒル ：海を飛ぶ夢
- 主演男優賞　ハビエル・バルデム ：海を飛ぶ夢
- 主演女優賞　ロラ・ドゥエニャス ：海を飛ぶ夢
- 助演男優賞　セルソ・ブガーリョ ：海を飛ぶ夢
- 助演女優賞　マベル・リベラ ：海を飛ぶ夢

### 第20回（2006年）
- 作品賞　あなたになら言える秘密のこと　監督：イザベル・コイシェ
- 監督賞　イザベル・コイシェ ：あなたになら言える秘密のこと
- 脚本賞　イザベル・コイシェ ：あなたになら言える秘密のこと
- 主演男優賞　オスカル・ハエナダ ：Camarón
- 主演女優賞　カンデラ・ペニャ ：Princesas
- 助演男優賞　カルメロ・ゴメス ：El método
- 助演女優賞　エルビラ・ミンゲス ：Tapas

### 第21回（2007年）
- 作品賞　ボルベール〈帰郷〉　監督：ペドロ・アルモドバル
- 監督賞　ペドロ・アルモドバル ：ボルベール〈帰郷〉
- 脚本賞　ギレルモ・デル・トロ ：パンズ・ラビリンス
- 主演男優賞　フアン・ディエゴ（英語版） ：Vete de mí
- 主演女優賞　ペネロペ・クルス ：ボルベール〈帰郷〉
- 助演男優賞　アントニオ・デ・ラ・トーレ ：漆黒のような深い青
- 助演女優賞　カルメン・マウラ ：ボルベール〈帰郷〉

### 第22回（2008年）
- 作品賞　ソリチュード:孤独のかけら　監督：ハイメ・ロサレス
- 監督賞　ハイメ・ロサレス ：ソリチュード:孤独のかけら
- 脚本賞　セルヒオ・G・サンチェス ：永遠のこどもたち
- 主演男優賞　アルベルト・サン・ファン ：Bajo las estrellas
- 主演女優賞　マリベル・ベルドゥ ：Siete mesas de billar francés
- 助演男優賞　ホセ・マヌエル・セルビーノ ：Las 13 Rosas
- 助演女優賞　アンパロ・バロ ：Siete mesas de billar francés

### 第23回（2009年）
- 作品賞　Camino　監督：ハビエル・フェセル
- 監督賞　ハビエル・フェセル ：Camino
- 脚本賞　ハビエル・フェセル ：Camino
- 主演男優賞　ベニチオ・デル・トロ ：チェ 28歳の革命
- 主演女優賞　ネレア・カマチョ ：Camino
- 助演男優賞　ジョルディ・ドデル ：Camino
- 助演女優賞　ペネロペ・クルス ：それでも恋するバルセロナ

### 第24回（2010年）
- 作品賞　プリズン211　監督：ダニエル・モンソン
- 監督賞　ダニエル・モンソン ：プリズン211
- 脚本賞　アレハンドロ・アメナーバル、マテオ・ヒル：アレクサンドリア
- 主演男優賞　ルイス・トサール：プリズン211
- 主演女優賞　ロラ・ドゥエニャス ：Yo, también
- 助演男優賞　ラウル・アレバロ ：デブたち
- 助演女優賞　マルタ・エトゥラ：プリズン211

### 第25回（2011年）
- 作品賞　ブラック・ブレッド　監督：アグスティ・ビリャロンガ
- 監督賞　アグスティ・ビリャロンガ ：ブラック・ブレッド
- 脚本賞　クリス・スパーリング ：［リミット］
- 主演男優賞　ハビエル・バルデム ：BIUTIFUL ビューティフル
- 主演女優賞　ノラ・ナバス ：ブラック・ブレッド
- 助演男優賞　カラ・エレハルデ ：También la lluvia
- 助演女優賞　ライラ・マルル ：ブラック・ブレッド

### 第26回（2012年）
- 作品賞　悪人に平穏なし　監督：エンリケ・ウルビス
- 監督賞　エンリケ・ウルビス ：悪人に平穏なし
- 脚本賞　エンリケ・ウルビス、Michel Gaztambide ：悪人に平穏なし
- 主演男優賞　ホセ・コロナド ：悪人に平穏なし
- 主演女優賞　エレナ・アナヤ ：私が、生きる肌
- 助演男優賞　ルイス・オマール ：EVA〈エヴァ〉
- 助演女優賞　アナ・ワヘネル ：La voz dormida

### 第27回（2013年）
- 作品賞　ブランカニエベス　監督：パブロ・ベルヘル
- 監督賞　フアン・アントニオ・バヨナ ：インポッシブル (映画)
- 脚本賞　パブロ・ベルヘル ：ブランカニエベス
- 主演男優賞　ホセ・サクリスタン ：El muerto y ser feliz
- 主演女優賞　マリベル・ベルドゥ ：ブランカニエベス
- 助演男優賞　フリアン・ビリャグレン ：UNIT 7 ユニット7/麻薬取締第七班
- 助演女優賞　カンデラ・ペーニャ ：Una Pistola En Cada Mano

### 第28回（2014年）
- 作品賞　「僕の戦争」を探して　監督：ダビド・トルエバ
- 監督賞　ダビド・トルエバ ：「僕の戦争」を探して
- 脚本賞　ダビド・トルエバ ：「僕の戦争」を探して
- 主演男優賞　ハビエル・カマラ ：「僕の戦争」を探して
- 主演女優賞　マリアン・アルバレス ：La herida
- 助演男優賞　ロベルト・アラモ ：La gran familia española
- 助演女優賞　テレレ・パベス ：スガラムルディの魔女

### 第29回（2015年）
- 作品賞　マーシュランド　監督：アルベルト・ロドリゲス
- 監督賞　アルベルト・ロドリゲス ：マーシュランド
- 脚本賞　ラファエル・コボス、アルベルト・ロドリゲス ：マーシュランド
- 主演男優賞　ハビエル・グティエレス ：マーシュランド
- 主演女優賞　バルバラ・レニー ：マジカル・ガール
- 助演男優賞　カラ・エレハルデ ：Ocho apellidos vascos
- 助演女優賞　カルメン・マチ ：Ocho apellidos vascos

### 第30回（2016年）
- 作品賞　しあわせな人生の選択　監督：セスク・ゲイ
- 監督賞　セスク・ゲイ ：しあわせな人生の選択
- 脚本賞　セスク・ゲイ、トマス・アラガイ ：しあわせな人生の選択
- 主演男優賞　リカルド・ダリン ：しあわせな人生の選択
- 主演女優賞　ナタリア・デ・モリーナ ：Techo y comida
- 助演男優賞　ハビエル・カマラ ：しあわせな人生の選択
- 助演女優賞　ルイス・ガバサ ：La novia

### 第31回（2017年）
- 作品賞　静かなる復讐　監督：ラウル・アレバロ
- 監督賞　フアン・アントニオ・バヨナ ：怪物はささやく
- 脚本賞　ダビ・プリド、ラウル・アレバロ ：静かなる復讐
- 主演男優賞　ロベルト・アラモ ：ゴッド・セイブ・アス マドリード連続老女強姦殺人事件
- 主演女優賞　エマ・スアレス ：ジュリエッタ
- 助演男優賞　マノロ・ソロ（スペイン語版） ：静かなる復讐
- 助演女優賞　エマ・スアレス ：La próxima piel

### 第32回（2018年）
- 作品賞　マイ・ブックショップ 監督：イサベル・コイシェ
- 監督賞　イサベル・コイシェ ：マイ・ブックショップ
- 脚本賞　アイトル・アレギ、ヨン・ガラニョ、ホセ・マリア・ゴエナガ、アンドニ・デ・カルロス ：HANDIA アルツォの巨人
- 主演男優賞　ハビエル・グティエレス ：El autor（英語版）
- 主演女優賞　ナタリエ・ポサ ：さよならが言えなくて
- 助演男優賞　ダビド・ベルダゲル（スペイン語版） ：悲しみに、こんにちは
- 助演女優賞　アデルファ・カルボ（スペイン語版） ：El autor（英語版）

### 第33回（2019年）
- 作品賞　だれもが愛しいチャンピオン 監督：ハビエル・フェセル
- 監督賞　ロドリゴ・ソロゴイェン ：El reino
- 脚本賞　イサベル・ペーニャ、ロドリゴ・ソロゴイェン ：El reino
- 主演男優賞　アントニオ・デ・ラ・トーレ ：El reino
- 主演女優賞　スシ・サンチェス ：La enfermedad del domingo（英語版）
- 助演男優賞　ルイス・サエラ（スペイン語版） ：El reino
- 助演女優賞　カロリーナ・ジュステ（スペイン語版） ：Carmen y Lola（英語版）

### 第34回（2020年）
- 作品賞　ペイン・アンド・グローリー 監督：ペドロ・アルモドバル
- 監督賞　ペドロ・アルモドバル ：ペイン・アンド・グローリー
- 脚本賞　ペドロ・アルモドバル ：ペイン・アンド・グローリー
- 主演男優賞　アントニオ・バンデラス ：ペイン・アンド・グローリー
- 主演女優賞　ベレン・クエスタ ：La trinchera infinita（英語版）
- 助演男優賞　エドゥアルド・フェルナンデス ：戦争のさなかで（スペイン語版）
- 助演女優賞　フリエタ・セラーノ（英語版） ：ペイン・アンド・グローリー

### 第35回（2021年）
- 作品賞　スクールガールズ 監督：ピラール・パロメロ
- 監督賞　サルバドール・カルボ（英語版） ：Adú（英語版）
- 脚本賞　ピラール・パロメロ ：スクールガールズ
- 主演男優賞　マリオ・カサス ：No matarás（英語版）
- 主演女優賞　パトリシア・ロペス・アルナイス（英語版） ：Ane como Lide（英語版）
- 助演男優賞　アルベルト・サン・フアン（英語版） ：Sentimental（英語版）
- 助演女優賞　ナタリエ・ポサ ：La boda de Rosa（英語版）

### 第36回（2022年）
- 作品賞　El buen patrón（英語版） 監督：フェルナンド・レオン・デ・アラノア
- 監督賞　フェルナンド・レオン・デ・アラノア ：El buen patrón（英語版）
- 脚本賞　フェルナンド・レオン・デ・アラノア ：El buen patrón（英語版）
- 主演男優賞　ハビエル・バルデム ：El buen patrón（英語版）
- 主演女優賞　ブランカ・ポルティージョ（英語版） ：Maixabel（英語版）
- 助演男優賞　ウルコ・オラサバル（スペイン語版） ：Maixabel（英語版）
- 助演女優賞　ノラ・ナバス（英語版） ：Libertad（英語版）

### 第37回（2023年）
- 作品賞　理想郷 監督：ロドリゴ・ソロゴイェン
- 監督賞　ロドリゴ・ソロゴイェン ：理想郷
- 脚本賞　イサベル・ペーニャ（英語版）、ロドリゴ・ソロゴイェン ：理想郷
- 主演男優賞　ドゥニ・メノーシェ ：理想郷
- 主演女優賞　ライア・コスタ（英語版） ：Lullaby（英語版）
- 助演男優賞　ルイス・サエラ（英語版） ：理想郷
- 助演女優賞　スシ・サンチェス ：Lullaby（英語版）